# Musée des migrations d'Adélaïde
Le musée des migrations d'Adelaïde ou Migration Museum est un musée d'histoire sociale situé à Adélaïde, en Australie-Méridionale. 

## Objet du musée et historique

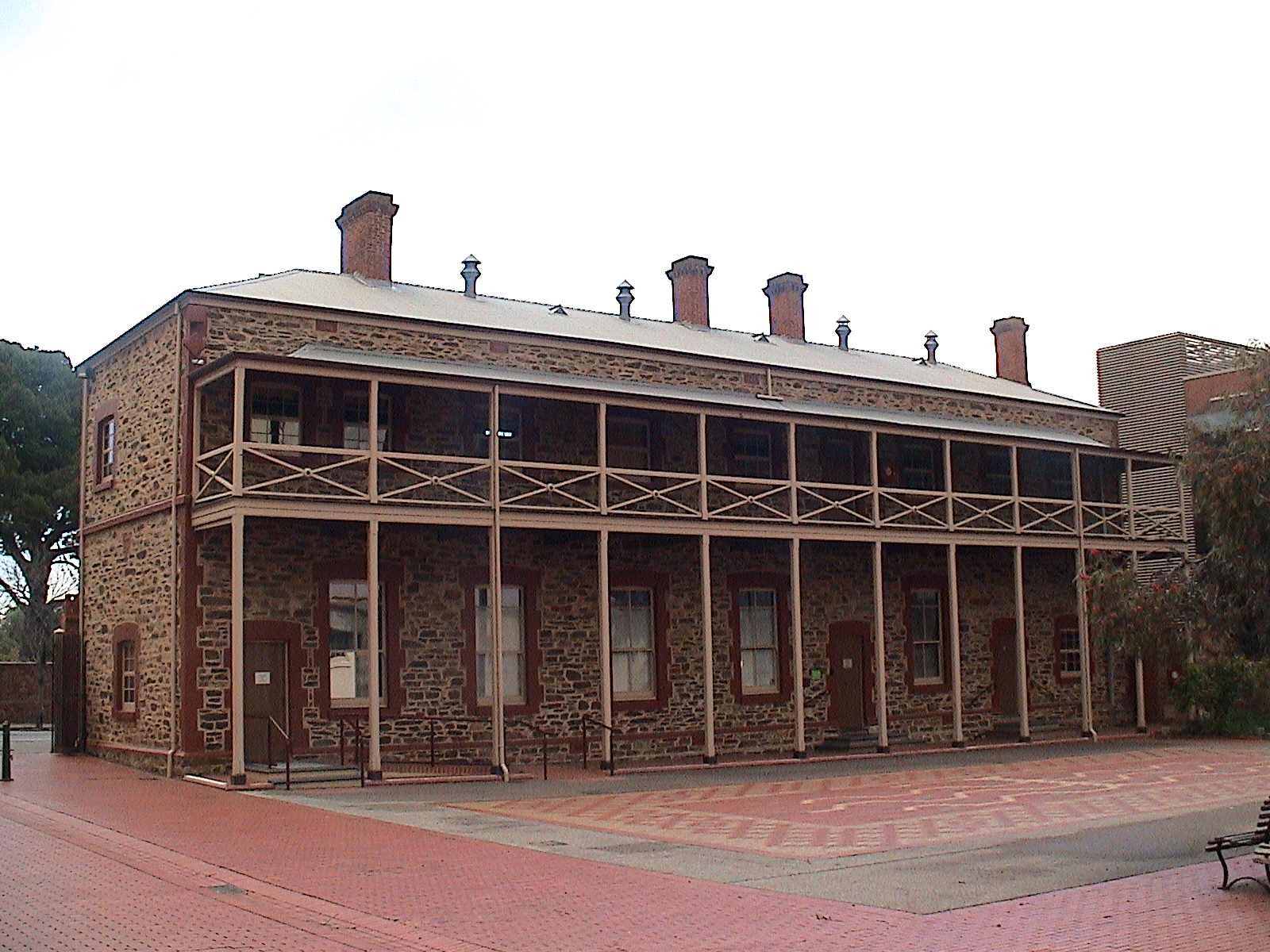
L'ancien Destitute Asylum

Il traite de l'histoire de l'immigration et de l'établissement en Australie-Méridionale et maintient une collection d'œuvres permanentes et tournantes. Fondé à l'initiative du gouvernement de l'État en 1983,  avec l'ouverture du musée en 1986, ce musée est le plus ancien musée de ce genre en Australie. Il vise à promouvoir la diversité culturelle et le multiculturalisme, qu'il définit comme incluant des aspects de l'ethnicité, la classe, le sexe, l'âge et la région.

## Localisation
Le site est situé sur l'avenue Kintore entre la State Library of South Australia (bibliothèque publique d'Australie-Méridionale), le South Australian Museum (ou Musée d'AZustralie-Méridionale) et l'Université d'Adélaïde.
Le bâtiment est inclus au sein d'un complexe de bâtiments coloniaux en pierre bleue autour d'une cour, comprenant aussi l'ancien Destitute Asylums (1850-1918), un lieu où était parqué les sans-abris de la ville (hommes, femmes et enfants), hors de la vue des nantis. Avant cela, le site était l'emplacement de la «Native School», qui visait à éduquer les enfants autochtones.